# Pavel Sanaev

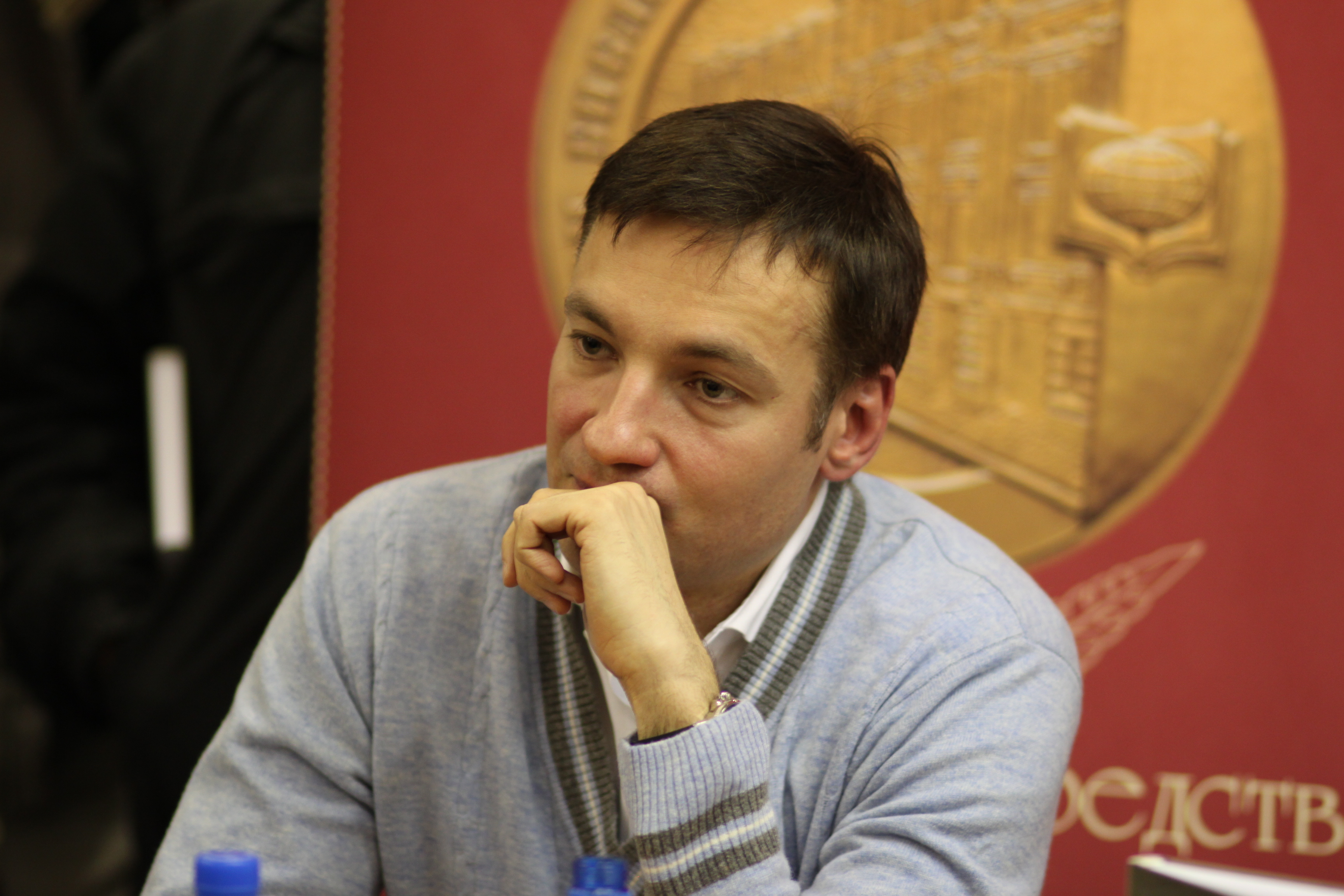
Pavel Sanaev foto di Dmitry Rozhkov

Pavel Sanaev in russo Павел Владимирович Санаев? (Mosca, 1969) è uno scrittore, regista e sceneggiatore russo.

## Biografia
È uno dei registi e degli sceneggiatori più promettenti dell'ultima generazione di cineasti russi. Nipote del celebre attore sovietico Vsevolod Sanaev, figlio di Elena Sanaeva, anche lei attrice famosa, figlio adottivo della star sovietica Rolan Bykov, si è naturalmente diretto verso il mondo del cinema. Nel 2002, ha scritto la sceneggiatura del suo primo lungometraggio The Last Week End, un thriller che ha sullo sfondo una giovinezza moscovita bella e dannata.

## Narrativa
- Seppellitemi dietro al battiscopa, best seller in Russia, lo ha reso uno degli autori simbolo della nuova letteratura russa. Le Figaro'' - ''Seppellitemi dietro al battiscopa ha un piglio moderno e insieme incredibilmente fedele a quella letteratura fatta di personaggi burlesque, conversazioni tempestose, e dialoghi serrati, di cui Dostoevskij è stato l'iniziatore e il simbolo. La traduzione italiana è stata pubblicata ad aprile 2011, per i tipi della casa editrice Nottetempo (ISBN 978-8-87-452289-7).
- Le Monde - Una storia che incanta e lascia inquieti.

## Filmografia parziale
- Poslednij uik-ėnd (2005)